# Campionati mondiali cadetti di scherma
I Campionati mondiali cadetti di scherma  sono una competizione sportiva annuale organizzata dalla Federazione internazionale della scherma.
La prima edizione si è svolta nel 1987 a Tel Aviv.
Ad ogni competizione vengono attribuite sei medaglie individuali (uomini e donne nelle tre specialità del fioretto, della spada e della sciabola).

## Albo d'oro
| Anno | Fioretto              | Fioretto            | Spada                 | Spada                 | Sciabola                     | Sciabola              |
| Anno | Uomini                | Donne               | Uomini                | Donne                 | Uomini                       | Donne                 |
| ---- | --------------------- | ------------------- | --------------------- | --------------------- | ---------------------------- | --------------------- |
| 1987 | Daniele Crosta        | Giovanna Trillini   | Gernot Bonkat         | -                     | Gyorgy Boros                 | -                     |
| 1988 | Elvis Gregory         | Alda Occhipinti     | Laurie Shong          | -                     | Zoltan Batovszky             | -                     |
| 1989 | Wolfgang Wienand      | Valentina Vezzali   | Alexander Rüdinger    | -                     | Ivan Lombardo                | -                     |
| 1990 | Fabio Cedrone         | Valentina Vezzali   | Alexander Rüdinger    | Milagros Palma        | Dariusz Gilman               | -                     |
| 1991 | Lorenzo Taddei        | Valentina Vezzali   | Seamus Robinson       | Imke Duplitzer        | Gildas Cugino                | -                     |
| 1992 | Lorenzo Taddei        | Aida Mohamed        | Andrei Murashko       | Jennie Lönnbro        | Domonkos Ferjancsik          | -                     |
| 1993 | Matteo Zennaro        | Aida Mohamed        | Claus Mørch           | Astrid Erhard         | Giovanni Castrucci Cotichini | -                     |
| 1994 | Benoit Balmont        | Anna Rybicka        | Sebastien Menant      | Barbara Kasperska     | Andras Decsi                 | -                     |
| 1995 | Sebastien Coutant     | Iris Zimmermann     | Sven Schmid           | Emese Takacs          | Geza Marffy                  | -                     |
| 1996 | Hee Kyung Park        | Natascha Lotter     | Alexei Seline         | Petra Patocs          | Alexandre Surimto            | -                     |
| 1997 | Andrea Bonometto      | Iris Zimmermann     | Arpad Horvat          | Tatiana Logunova      | Dennis Bauer                 | -                     |
| 1998 | Ennio Piazza          | Solenne Mary        | Alexandre Bouzaid     | Jung-Eun Lee          | Giacomo Guidi                | -                     |
| 1999 | Benjamin Weinkauf     | Marta Simoncelli    | Paul-Andre Pioc       | Marijana Markovic     | Simone Bedel                 | Marianna Tricarico    |
| 2000 | Joshua Mcguire        | Krista Marcoen      | Norman Ackermann      | Sophie Lamon          | Clemente Martino             | Margarita Zhukova     |
| 2001 | Andrea Cassarà        | Viktoria Nikichina  | Gauthier Grumier      | Ana Maria Popescu     | Clemente Martino             | Mariel Zagunis        |
| 2002 | Roustem Nassiboulline | Benedetta Durando   | Jean-Pierre Seguin    | Yana Shemyakina       | Marco Tricarico              | Sofya Velikaya        |
| 2003 | Aliaksandr Chaliankov | Emily Cross         | Radu Andrei           | Daria Zharova         | Dmytro Boyko                 | Olena Khomrova        |
| 2004 | Alexey Khovanskiy     | Arianna Errigo      | Jeremy Richer         | Ba Da Lee             | Luigi Samele                 | Caitlin Thompson      |
| 2005 | Jakub Joniak          | Roxanne Merkl       | Emanuel Flierl        | Kelley Hurley         | Alexander Oconnell           | Veronika Danilova     |
| 2006 | Dmitry Zherebchenko   | Fanni Kreiss        | Graham Wicas          | Courtney Hurley       | Bongil Gu                    | Rebecca Ward          |
| 2007 | Ryoto Miyake          | Inna Gracheva       | Pau Rosello           | Violetta Kolobova     | Boris Savich                 | Rebecca Ward          |
| 2008 | Daniele Garozzo       | Nzingha Prescod     | Ayman Fayez           | Rossella Fiamingo     | Sebestyen Puy                | Kata Varhelyi         |
| 2009 | Lorenzo Nista         | Nzingha Prescod     | Nikita Glazkov        | Dorina Faczanne Budai | Kamil Ibragimov              | Diamond Wheeler       |
| 2010 | Alexander Massialas   | Lee Kiefer          | Nikolaus Bodoczi      | Alberta Santuccio     | Riccardo Hübers              | Alina Komashchuk      |
| 2011 | Alexander Massialas   | Camilla Mancini     | Lorenzo Buzzi         | Sheng Lin             | Hojin Chung                  | Viktoria Kuybark      |
| 2012 | Kyosuke Matsuyama     | Kristina Samsonova  | Yuval Shalom Freilich | Daria Strelnikov      | Jaeseung Jung                | Anastasia Naumova     |
| 2013 | Francesco Ingargiola  | Viktoria Mesteri    | Ariel Simmons         | Alena Komarova        | Kostiantyn Voronov           | Karen Ngai Hing Chang |
| 2014 | Andrzej Rządkowski    | Marta Martyanova    | Patrik Esztergályos   | Eleonora De Marchi    | Ivan Ilyin                   | Alina Moseyko         |
| 2015 | Samuel Moelis         | Leonie Ebert        | Myeongki Kim          | Alexandra Predescu    | Dongju Kim                   | Olga Nikitina         |
| 2016 | Geoffrey Tourette     | Sylvie Binder       | Daniel De Mola        | Alessandra Bozza      | Matteo Neri                  | Ywen Lau              |
| 2017 | Kirill Borodačëv      | Adelina Bikbulatova | Davide Di Veroli      | Aizanat Murtazaeva    | İbrahim Ahmed Acar           | Liza Pusztai          |
| 2018 | Kenji Bravo           | Yuka Ueno           | Davide Di Veroli      | Hsieh Kaylin Sin Yan  | Andrei Pastino               | Liza Pusztai          |
| 2019 | Egor Barannikov       | Lauren Scruggs      | Enrico Piatti         | Eszter Muhari         | Vasyl Umano                  | Luca Szucs            |
| 2021 | Daniel Zhang          | Jessica Zi Jia Guo  | Antoni Socha          | Alicja Klasik         | Marco Sovar                  | Magda Skarbonkiewicz  |
| 2022 | Tit Nam Cheng         | Jessica Zi Jia Guo  | Samuel Imrek          | Aleyna Erturk         | Zuhriddin Kodirov            | Magda Skarbonkiewicz  |
| 2023 | Yifan Guo             | Amelie Tsang        | Domonkos Pelle        | Blanka Virág Nagy     | William Morrill              | Emese Domonkos        |
| 2024 | Weiqiao Lyu           | Jaelyn Liu          | Doruk Erolcevik       | Anna Maksymenko       | Sardor Abdukarimbekov        | Dorottya Csonka       |
| 2025 | Luao Yang             | Jaelyn Liu          | Nathaniel Wimmer      | Lotti Horváth         | Emilio Paturzo Gonzalez      | Amalia Covaliu        |

## Edizioni
| Anno | Città             | Nazione             |
| ---- | ----------------- | ------------------- |
| 1987 | Tel Aviv          | Israele             |
| 1988 | Cabriès           | Francia             |
| 1989 | Lisbona           | Portogallo          |
| 1990 | Goteborg          | Svezia              |
| 1991 | Foggia            | Italia              |
| 1992 | Bonn              | Germania            |
| 1993 | Denver            | Stati Uniti         |
| 1994 | Città del Messico | Messico             |
| 1995 | Parigi            | Francia             |
| 1996 | Tournai           | Belgio              |
| 1997 | Tenerife          | Spagna              |
| 1998 | Valencia          | Spagna              |
| 1999 | Digione           | Francia             |
| 2000 | South Bend        | Stati Uniti         |
| 2001 | Danzica           | Polonia             |
| 2002 | Adalia            | Turchia             |
| 2003 | Trapani           | Italia              |
| 2004 | Plovdiv           | Bulgaria            |
| 2005 | Linz              | Austria             |
| 2006 | Taebaek           | Corea del Sud       |
| 2007 | Belek             | Turchia             |
| 2008 | Acireale          | Italia              |
| 2009 | Belfast           | Regno Unito         |
| 2010 | Baku              | Azerbaigian         |
| 2011 | Mar Morto         | Giordania           |
| 2012 | Mosca             | Russia              |
| 2013 | Parenzo           | Croazia             |
| 2014 | Plovdiv           | Bulgaria            |
| 2015 | Taškent           | Uzbekistan          |
| 2016 | Bourges           | Francia             |
| 2017 | Plovdiv           | Bulgaria            |
| 2018 | Verona            | Italia              |
| 2019 | Toruń             | Polonia             |
| 2021 | Il Cairo          | Egitto              |
| 2022 | Dubai             | Emirati Arabi Uniti |
| 2023 | Plovdiv           | Bulgaria            |
| 2024 | Riad              | Arabia Saudita      |
| 2025 | Wuxi              | Cina                |